# Charles Bilot
Pour les articles homonymes, voir Bilot.
Charles Bilot (11 mars 1883 à Paris XIe, France – 17 septembre 1912 à Paris XIe) est un footballeur français. 

## Biographie
Défenseur parisien licencié au Cercle athlétique de Paris, il dispute le premier match de l'histoire de l'équipe de France de football, le 1er mai 1904 à Bruxelles (3-3), au côté de son frère cadet Georges.
L'année suivante, son équipe du FC Paris, après avoir fusionné avec l'Union Sportive XIIe, prend le nom de Cercle athlétique de Paris.
En 1906, Charles Bilot et son équipe atteignent la finale du championnat de France, organisé sous l'égide de l'Union des sociétés françaises de sports athlétiques. Le club parisien perd sur le score de 4 à 1 face au Racing Club de Roubaix.
En 1909, les frères Bilot sont de nouveau finalistes du championnat de France, s'inclinant d'un but contre le club marseillais du Stade helvétique.
Médecin, Charles Bilot est mort d'une maladie pulmonaire contractée auprès de l'un de ses patients. Il est inhumé au cimetière du Père-Lachaise (41e division).

## Matches internationaux
| Date            | Stade                                     | Adversaire | Score | Comp |
| 1er mai 1904    | Stade du Vivier d'Oie Bruxelles, Belgique | Belgique   | N 3-3 | A    |
| 19 octobre 1908 | White City Londres, Angleterre            | Danemark   | D 0-9 | JO   |
| 9 avril 1911    | Stade de Paris Saint-Ouen, France         | Italie     | N 2-2 | A    |
| 23 avril 1911   | Stade des Charmilles Genève, Suisse       | Suisse     | D 2-5 | A    |
| 30 avril 1911   | Stade du Vivier d'Oie Bruxelles, Belgique | Belgique   | D 1-7 | A    |
| 28 janvier 1912 | Stade de Paris Saint-Ouen, France         | Belgique   | N 1-1 | A    |

## Club
- Cercle athlétique de Paris (saison 1905-1906[3])